# Suicidal Angels
Suicidal Angels ist eine griechische Thrash-Metal-Band.

## Geschichte
Die Band wurde 2001 in Athen gegründet und besteht heute aus dem Schlagzeuger Orpheas Tzortzopoulos, dem Gitarristen Gus Drax, dem Sänger Nick Melissourgos und dem Bassisten Angelos Lelikakis. Zwischen 2002 und 2004 veröffentlichte die Band mit United by Hate (2002), Angels’ Sacrifice (2003) und The Calm Before the Storm (2004) drei Demos. 2004 folgte mit Bloodthirsty Humanity eine EP, die 8 Songs beinhaltet. 2006 veröffentlichte die Band mit Armies of Hell eine weitere EP, die unter Evil Records, einem griechischen Indie-Label erschien und vier Stücke beinhaltet.
Ein Jahr später unterzeichnete die Band ihren ersten Plattenvertrag bei OSM Records und veröffentlichte ihr Debütalbum Eternal Domination unter diesem Label. Im selben Jahr spielte die Band zusammen mit Rotting Christ auf der Theogonia Balkans Tour 2007. Auf dieser Tour spielte die Band in Slowenien, Serbien, Rumänien, Ungarn, Bulgarien und Griechenland. Im November 2007 nahm die Band des Weiteren an der Reanimated Tour 2007 der wiedervereinigten Band Massacre. Auf dieser Tour teilte sich die Band die Bühne mit Denial Fiend und Extreme Noise Terror. 2008 spielte die Band mit der britischen Band Onslaught auf der Horns Up Festival Tour.
Ihr zweites Studioalbum Sanctify the Darkness (2009) wurde in den Prophecy and Music Factory Studios des griechischen Produzenten R. D. Liapakis in Deutschland aufgenommen. Im selben Jahr gewann die Band den Rock the Nation Award. Es wurde außerdem ein Videoclip zu Apokathilosis veröffentlicht. 2010 spielte die Band gemeinsam mit Bands wie Belphegor, Darkest Hour und Kataklysm auf ihrer ersten Europa-Tour mit Auftritten in Schweden, Deutschland, Italien, Slowenien, den Niederlanden, Dänemark, der Schweiz, Tschechien, Österreich, Großbritannien, Frankreich und Belgien.
Das dritte Studioalbum Dead Again wurde am 19. November 2010 via NoiseArt Records veröffentlicht, nachdem die Band bereits im August zu diesem Label gewechselt war. Das Album wurde wieder bei R. D. Liapakis aufgenommen; das Artwork stammt von Ed Repka. Im November und Dezember 2010 tourten sie zusammen mit den US-amerikanischen Bands Exodus und Death Angel und der deutschen Band Kreator durch Deutschland, die Niederlande, Belgien, Frankreich, Italien, die Schweiz, Österreich, Slowenien, Tschechien, Dänemark, Norwegen und Schweden. Zum Album wurden außerdem drei Musikvideos veröffentlicht: Bleeding Holocaust, Beggar of Scorn sowie Final Dawn, wobei letzteres Video aus Livemitschnitten der Tour besteht.
Das vierte Album Bloodbath erschien am 27. Januar 2012 wieder über NoiseArt Records. Auch dieses Album entstand in den Studios von R. D. Liapakis, während das Artwork erneut von Ed Repka gestaltet wurde. An die Veröffentlichung anschließend fand die europäische Full-of-Hate-Tour statt, auf der die Band unter anderem zusammen mit Legion of the Damned, Behemoth und Cannibal Corpse spielt. Am 11. Januar 2013 erschien das Album Eternal Domination, das als Rerelease des Debüts die beiden vergriffenen EPs Bloodthirsty Humanity und Armies of Hell enthält. Das Album Divide and Conquer erschien am 10. Januar 2014, erneut bei NoiseArt Records. Eine Tour mit Fueled by Fire, Lost Society und Exarsis durch Europa folgte. Im Sommer 2014 schlossen sich einige Shows in Deutschland als Vorgruppe von Sepultura an. Im Februar 2015 ging die Band abermals auf Europatournee mit Dr. Living Dead und Angelus Apatrida.
Am 27. Mai 2016 erschien das sechste Album Division of Blood wieder über NoiseArt Records.
Am 9. August 2019 erschien das siebte Album Years of Aggression, erneut über das Label NoiseArt Records.
Am 26. März 2025 gab die Band bekannt, dass Gitarrist Gus Drax nach fast 10 Jahren ausscheidet, um seine eigenen Projekte zu verfolgen.

## Auszeichnungen
- 2009: Rock the Nation Award von Rock the Nation

## Diskografie

### Alben
- 2007: Eternal Domination (OSM Records)
- 2009: Sanctify the Darkness (Nuclear Blast)
- 2010: Dead Again (NoiseArt Records)
- 2012: Bloodbath (NoiseArt Records)
- 2013: Eternal Domination (Rerelease mit EPs „Bloodthirsty Humanity“ & „Armies of Hell“) (NoiseArt Records)
- 2014: Divide and Conquer (NoiseArt Records)
- 2016: Division of Blood (NoiseArt Records)
- 2019: Years of Aggression (NoiseArt Records)
- 2024: Profane Prayer (NoiseArt Records)

### EPs
- 2004: Bloodthirsty Humanity
- 2006: Armies of Hell (Evil Records)

### Demos
- 2002: United by Hate
- 2003: Angels’ Sacrifice
- 2004: The Calm Before the Storm

### Musikvideos
- 2008: The Prophecy
- 2009: Beyond the Laws of Church
- 2009: Apokathilosis
- 2010: Bleeding Holocaust
- 2011: Beggar of Scorn
- 2011: Final Dawn

## Bildergalerie

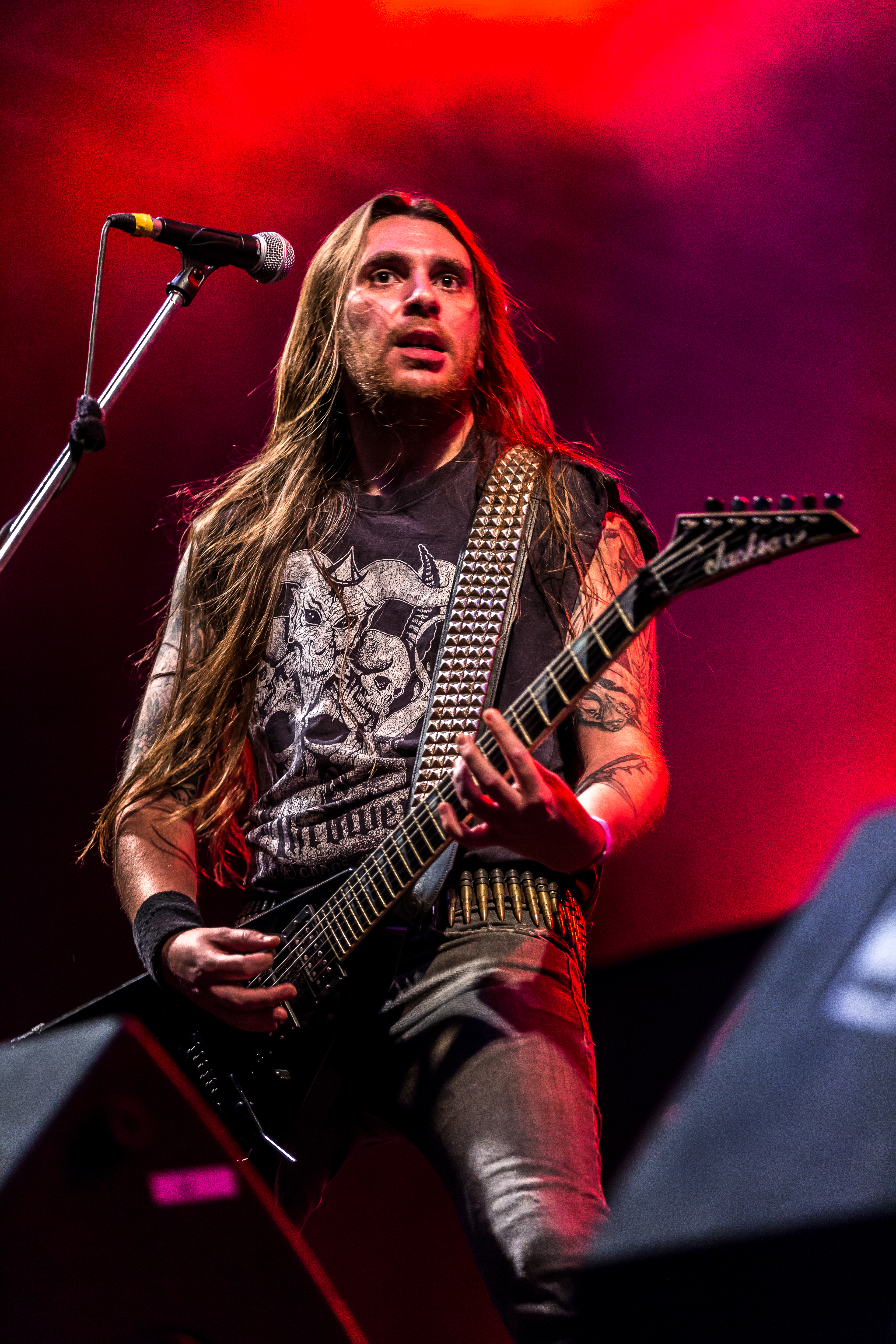
Nick Melissourgos
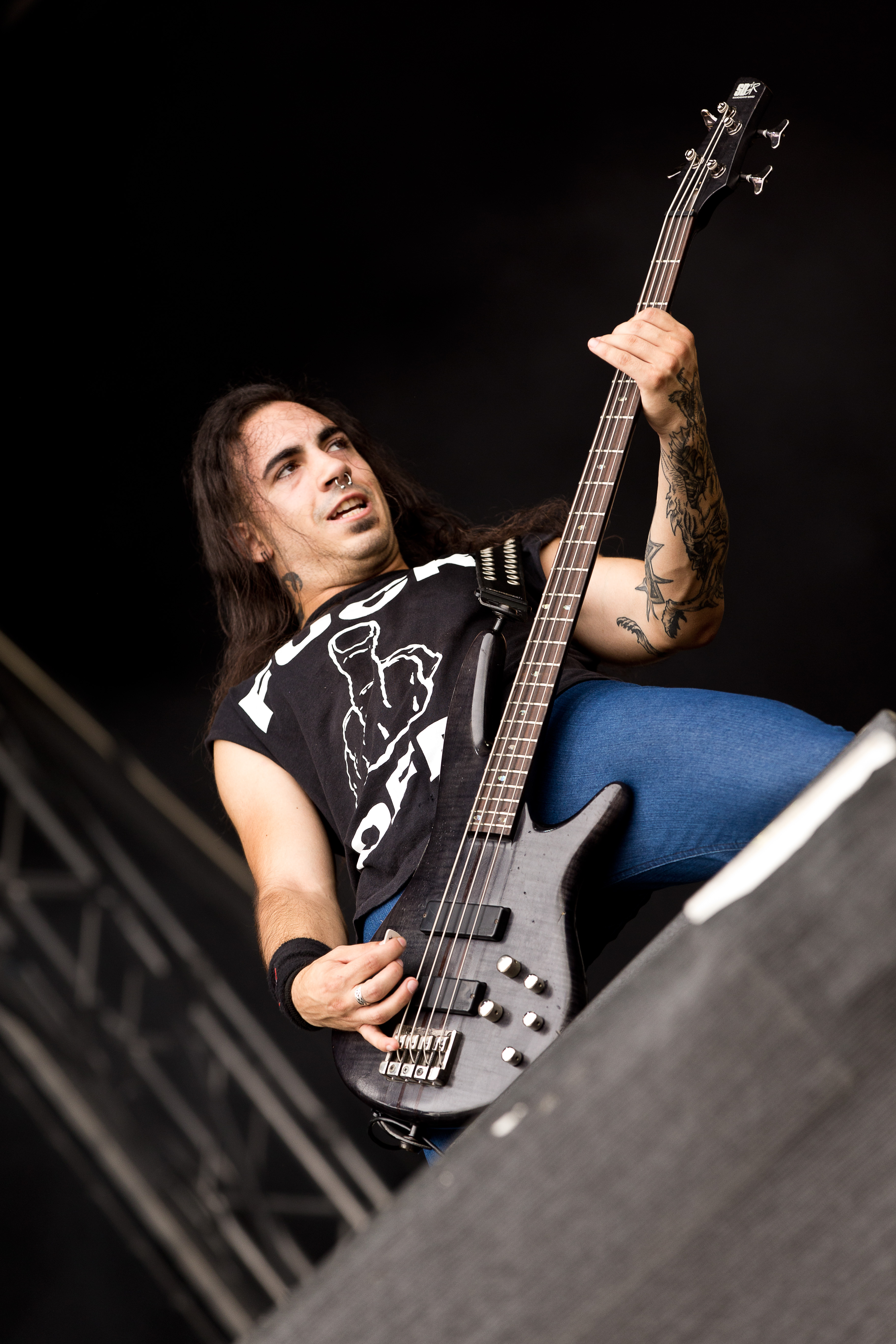
Angel Lelikakis
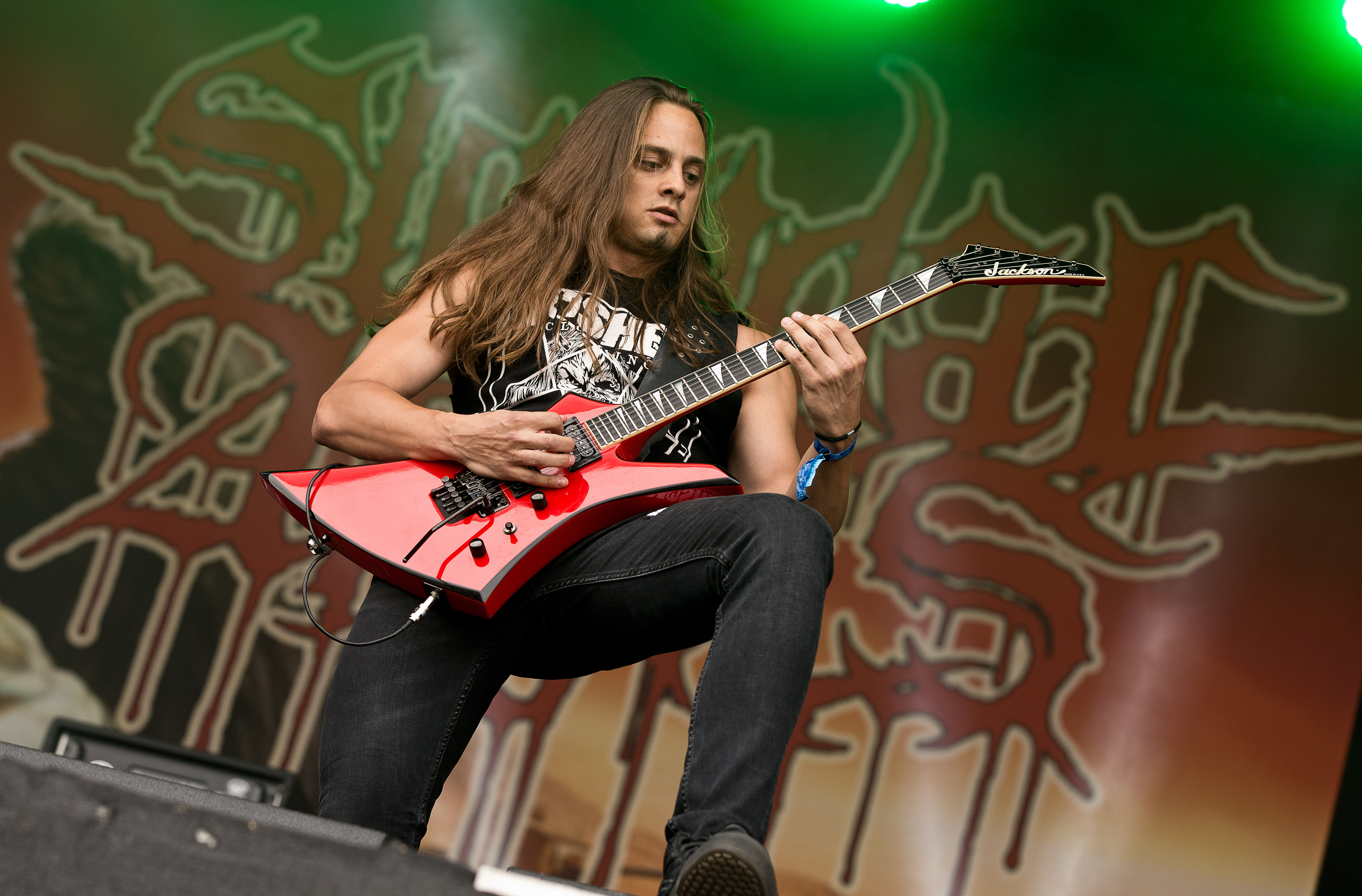
Gus Drax
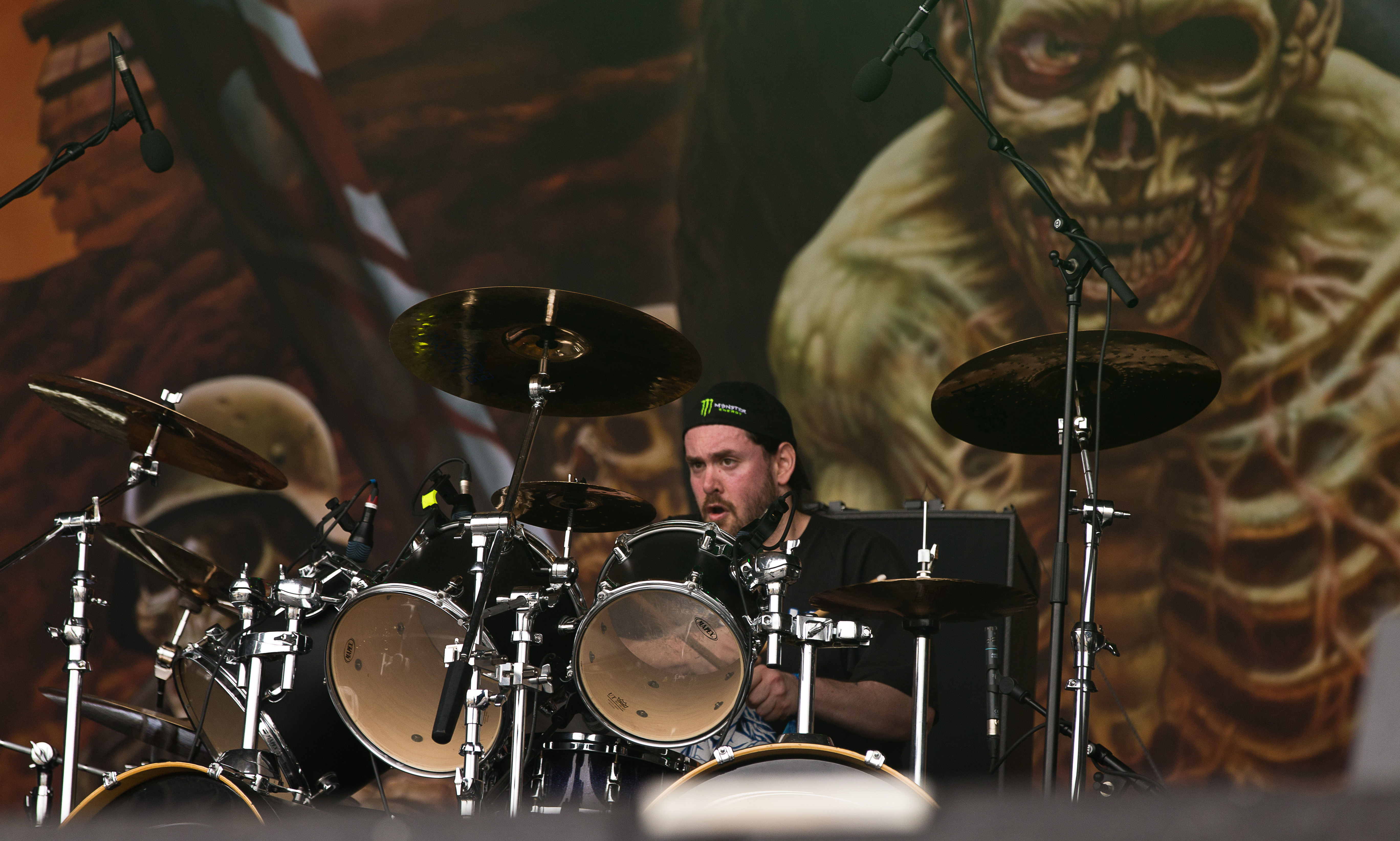
Orpheas Tzortzopoulos